# مامادي يولا
مامادي يولا (بالفرنسية: Mamady Youla)‏ (مواليد 1961) رجل أعمال وسياسي غيني، شغل منصب رئيس وزراء غينيا من 2015 إلى 2018. كان يولا العضو المنتدب لشركة غينيا ألومينا، وهي شركة تعدين تابعة لشركة مقرها في الإمارات العربية المتحدة، منذ عام 2004 إلى 2015. بعد فوز الرئيس ألفا كوندي بولاية ثانية في الانتخابات الرئاسية في أكتوبر 2015، عُيّنَ يولا رئيسًا للوزراء في 26 ديسمبر 2015، وتولى منصبه في 29 ديسمبر 2015.